# Византийская бюрократия

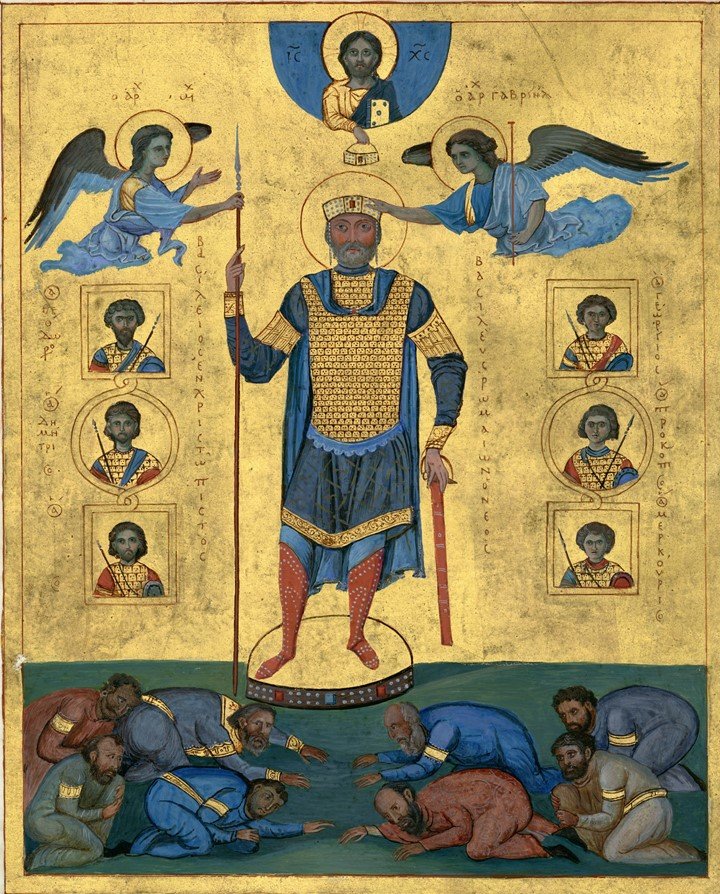
Император Василий II в триумфальном облачении, на голову которого ангелы опускают императорскую корону.

Византийская империя унаследовала от Римской империи сложную систему аристократии и бюрократии. На вершине пирамиды стоял император, самодержец (автократор) божиею милостью, под которым находилось множество чиновников и придворных, приводящих в ход административную машину Византии. В дополнение, существовало большое количество почётных титулов, которыми император награждал своих подданных или иностранных правителей.
За более чем 1000 лет существования империи большое количество титулов было принято и отменено, смысл других изменился. В начале титулы примерно были такими же, как в поздней Римской империи, поскольку Византия не сильно отличалась от неё. Ко времени Ираклия в VII веке многие титулы устарели. Затем, при Алексее I, произошли радикальные изменения, которые в целом сохранились до падения империи в 1453 году.

## Общая характеристика

### Ранний период. IV—VII века
В ранневизантийский период (с IV по начало VII века) система управления следовала модели, установленной в поздне-римский период при Диоклетиане и Константине, со строгим разделением между гражданскими и военными учреждениями и разными табелями о рангах, где принадлежность к сенату было определяющим фактором.
Существенные изменения рассматриваемого периода произошли после воцарения Юстиниана и Феодоры, когда придворная жизнь получила сильнейшее развитие. Юстиниан и Феодора считали, что их царское достоинство требует повсеместного и поминутного подобострастия. Придворный этикет, и без того весьма мелочный, усложнился до крайности. При Юстиниане произошла кодификация придворного церемониала. Пётр Патрикий, начальник придворного церемониала Юстиниана, составил церемониальный устав, за точностью исполнения которого следил император, а ещё более императрица.
Божественная власть императора требовала неописуемой роскоши, которая выливалась в пышные празднества, в которых император представал во всем своем великолепии. Торжественные аудиенции (лат. silentiа) стали повседневностью. Приёмы, в ходе которых объявлялись назначения или повышения по службе, проводились в консистории или большом триклиниуме. Особой торжественностью и роскошью обставлялись приёмы послов. Один из приёмов персидских послов обошёлся Юстиниану свыше миллиона солидов.
Другим видом празднеств стали пышные обеды.
Для удовлетворения требований нового церемониала и ещё больше для усиления впечатления от величия императора требовалось множество число слуг, гвардейцев, чиновников. Прежде всего это были собственно люди императорских покоев (лат. sacrum cubiculum), служившие непосредственно нуждам императора. У императора был свой двор, которым управлял начальник священных покоев (лат. praepositus sacri cubiculi). При столе прислуживали камергеры-кубикуларии, при гардеробе состояли веститоры — для таких особых должностей использовали евнухов. По пути следования базилевса ему предшествовали силенциарии, водворявшие молчание. Указами ведали хартуларии палат, приёмом прошений референдарии. Корреспонденцией занимались нотарии.
Императрицу обслуживал свой двор, подобие двора базилевса.
Государевыми лошадьми ведал комит священных конюшен. Было ещё множество других гражданских чинов, сведённых в службы и управлявшихся начальниками служб. Охрана лежала на корпусах гвардейцев, сведённых в два полка, конный и пехотный, под началом комита доместиков. Кроме того имелись схоларии и кандидаты, сведённые в семь схол и приданые начальнику служб. Несмотря на то, что число схолариев достигало 5,5 тысяч, при Юстиниане эта гвардия не представляла собой особой силы. Их единственной ролью было придание пышности императорским торжествам. Должности схолариев продавались. Настоящей охраной Юстиниана ведали спатарии, в их число набирали исключительно высоких и сильных солдат. Вооружены они были тяжёлыми копьями и секирами.
В общей сложности численность гвардии императора была не менее 10 тысяч человек. Высшее управление двора императора лежало на куропалате.

### Средний период. VIII—XI века
Вслед за изменениями, которые претерпело византийское государство в VII веке в связи с крупными территориальными потерями, вызванными арабскими завоеваниями, описанная выше система была заменена новой, просуществовавшей в течение «среднего», или «классического», периода византийской истории. В этот период появились новые титулы, прежние устарели, каждое учреждение имело свои звания. Класс сенаторов остался и включил в себя значительную часть высшего чиновничества, так как каждый чиновник, начиная со звания лат. protospatharios, считался его членом. В этот период многие семейства сохраняли своё значение на протяжении столетий и дали нескольких императоров. Выделялись две основные группы: гражданская аристократия метрополии и провинциальная военная. Последняя обладала крупными земельными владениями, но не располагала собственными военными силами, в отличие от современной ей Западной Европы. В X и XI веках возросло влияние аристократии и количества представляющих её семейств.

### Поздний период
Катастрофические территориальные потери в конце XI века вызвали реорганизацию административной системы новой династией Комнинов: старые учреждения и титулы практически перестали использоваться, возникло большое количество новых отличий, определяющим фактором для получения которых было родство с императором. Империя Комнинов, как и наследовавших им Палеологов, опиралась прежде всего на землевладельческую аристократию, небольшое количество знатных семейств, связанных родственными узами. В XI и XII веках, например, насчитывается около 80 гражданских и 64 военных знатных семейств, очень небольшое количество для такого большого государства. О сложной бюрократической системе времён Палеологов мы имеем свидетельство Георгия Кодина.

## Императорские титулы
Это были высшие титулы, используемые только членами императорской семьи или избранными иностранными правителями, чьего расположения было желательно добиться.

### Титулы, используемые императором

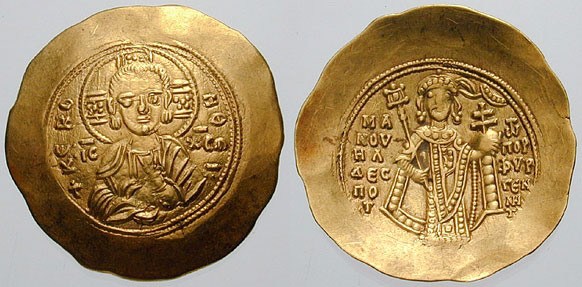
Реверс этой монеты Мануила I Комнина несёт его титул, порфирородный.

- Басилевс (греч. βασιλεύς): греческое слово, означающее «суверен», которое первоначально применялось к любому правителю говорящих на греческом областей Римской империи. Оно также относилась к императорам Персии. Ираклий принял его, заменив старый латинский титул Август (в греческой форме Augoustos), в 629 году, и с тех пор оно стало греческим эквивалентом слова «император». Ираклий также использовал титулы автократор (греч. αὑτοκράτωρ, «самодержец») и кириос (греч. κύριος, «господин»). Византийцы применяли титул «василевс» среди христианских правителей исключительно к императору в Константинополе и называли западноевропейских rēgas, эллинизированной формой латинского слова лат. rex («король»). Женская форма василиса применялась к императрицам. К императрицам было принято обращаться eusebestatē avgousta («Благочестивейшая августа»), так же использовалось кирия («госпожа») или деспоина (женская форма от «деспот», см. ниже). При этом необходимо учитывать, что примогенитура, и даже наследование как таковое, никогда не было принято как закон при наследовании византийского трона, так как римский император избирался общей аккламацией сената, народа и армии. Этот способ имеет давние корни в римских республиканских традициях, соответственно наследственное правление было запрещено и император номинально объединял в своём лице несколько республиканских должностей. Многие императоры, желая обеспечить своим перворожденным сыновьям право на трон, короновали их как соимператоров, когда они были ещё детьми. В таких случаях потребность в выборах императора не возникала. В некоторых случаях новый император вступал на престол после того, как женился на вдове прежнего императора или после того как прежнего императора силой заставляли отречься и стать монахом. Несколько императоров было смещено из-за своего несоответствия, например, военного поражения, некоторые были убиты.
- Порфирородный (греч. πορφυρογέννητος) — «рождённый в порфире»: Императоры, желавшие подчеркнуть законность своего восхождения на престол, добавляли к своему имени этот титул, означающий, что они родились в Порфире, родильной палате императорского дворца, облицованной панелями пурпурного мрамора, в семье правящего императора, и потому их легитимность вне всякий сомнений.

- Автократор (греч. αὐτοκράτωρ) — «самодержец»: этот титул был эквивалентен императорскому титулу.

### Титулы, используемые членами императорской семьи

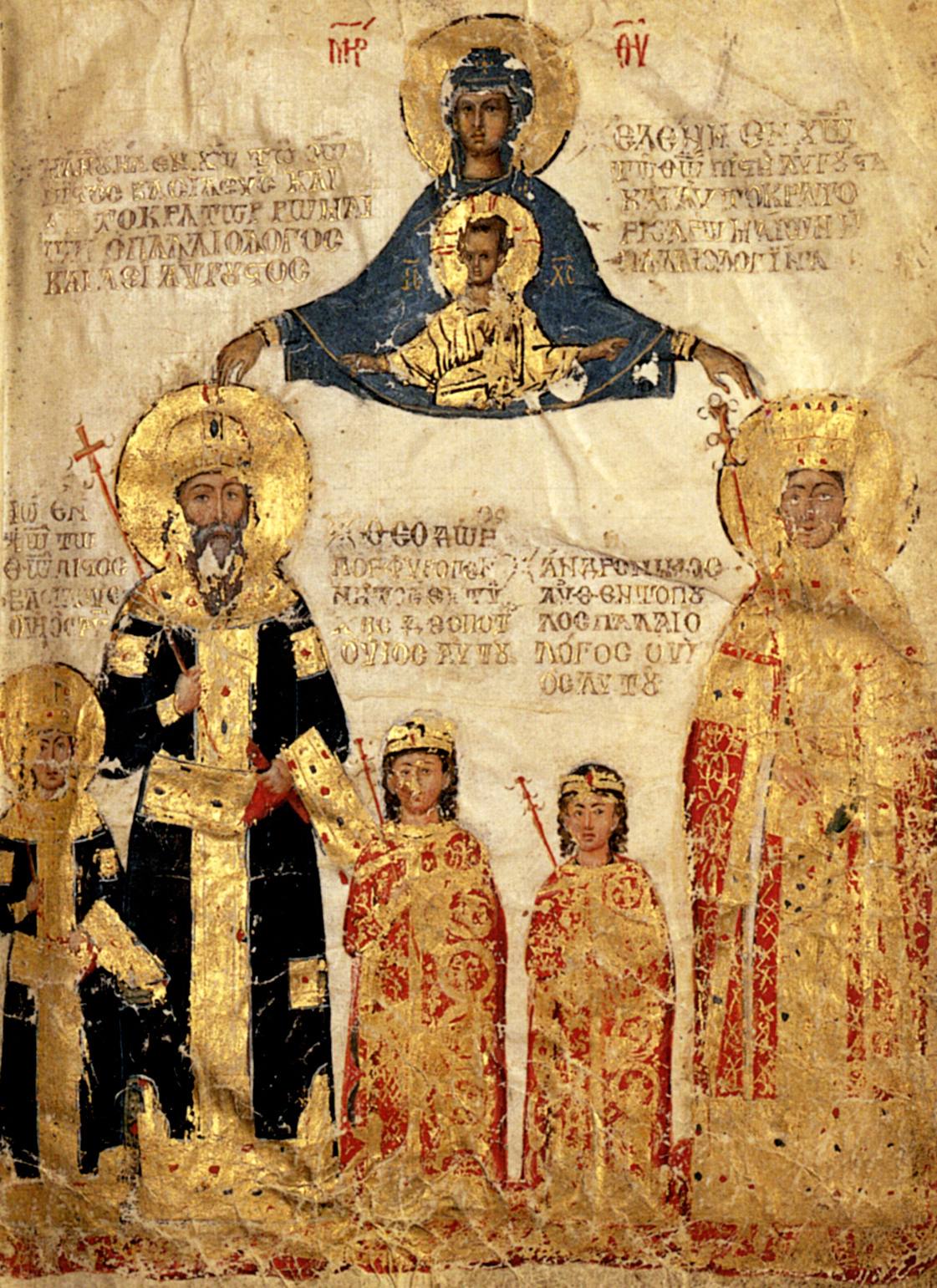
Император Мануил II Палеолог с семьёй: императрица Елена Драгаш (справа) и трое их сыновей, Иоанн, Андроник и Феодор. Иоанн, как наследник и соимператор, одет в точную копию императорского костюма.

- Деспот (греч. δεσπότης, «владыка») — титул использовался самими императорами со времени Юстиниана I, а также как почётное обращение к сыновьям правящих императоров. Он очень часто появлялся на монетах вместо василевса. В XII веке Мануил I Комнин сделал его отдельным титулом, высшим наградным после императорского. Первым таким деспотом стал despotēs иностранец, Бела III, что обозначало тот факт, что Венгрия рассматривалась как государство, зависимое от Византии. В более поздние времена деспот мог быть правителем деспотата; например, Морейский деспотат с центром в Мистре, с 1261 года управлялся наследниками византийского трона. Женская форма, деспотина, обозначал женщину-деспота или жену деспота, но также она могла быть применена к императрице.
- Севастократор (греч. σεβαστοκράτωρ, «почтённый правитель») — титул, введённый Алексеем I Комнином как комбинация автократор и севаст (см. ниже). Первым севастократором был брат Алексея, Исаак. В практическом смысле это был бесполезный титул, означающий только близкие отношения с императором и следующий непосредственно за деспотом.[источник не указан 1767 дней] Женской формой была севастократисса. Первым иностранным носителем титула стал в 1161 году Стефан Неманя из Сербии. Его также носил болгарский аристократ по имени Калоян.
- Цезарь (греч. καῖσαρ) — исходно, в поздней Римской империи, он применялся к подчинённому соимператору или его наследнику, и был первым среди «наградных» отличий. Данный пост предполагал огромные привилегии, большой престиж и могущество. Когда Алексей I ввёл севастократора, цезарь стал третьим по важности, и четвёртым, когда Мануил I создал деспота. Женской формой была цезарисса. Тем не менее, титул сохранял большое значение, и им награждались избранные высокопоставленные чиновники и, чрезвычайно редко, иностранцы. Юстиниан II назвал Тервела, хана булгар, цезарем в 705 году; в славянские языки титул вошёл как царь. Андроник II Палеолог называл Рожера де Флор, предводителя каталанской дружины, цезарем в 1304 году.
- Нобилиссим (греч. νωβελίσσιμος — от латинского слова лат. Nobilissimus («благороднейший») — исходно присваивался близким родственникам императора, непосредственно ниже цезаря. В течение правления Комнинов титулом награждались высокопоставленные византийские и иностранные чиновники, что девальвировало его статус. Вместо него был введён Prōtonobelissimos, пока он тоже не утратил своё значение и не был заменён своей улучшенной версией Prōtonobelissimohypertatos. В поздний период правления Палеологов остался только последний из них, использующийся для провинциальных сановников.
- Куропалат (греч. κουροπαλάτης — от лат. cura palatii, «ответственный за дворец») — впервые упомянутый в правление Юстиниана I, это был титул чиновника, обеспечивающего функционирование императорского дворца. Однако большие авторитет и богатство, проистекающие от этой должности, равно как и близость к императору, означали большой престиж лиц, её занимающих. Куропалатами назначались значительные члены императорской семьи, но начиная с XI века значение титула уменьшилось, и с тех пор его присваивали вассальным правителям Армении и Иберии.
- Севаст (греч. σεβαστός, «августейший») — этот титул был буквальным греческим переводом латинского Augustus или Augoustos и иногда использовался императорами. Как отдельный титул он появляется во второй половине XI века, когда Алексей I Комнин раздавал его своим братьям и родственникам. Женской формой его была севаста. Особый титул протосеваст («первопочтенный») был учреждён для Адриана, второго брата Алексея, а также был пожалован дожу Венеции и султану Иконии. В течение XII века он применялся к детям императоров и севастократоров, а также высших иностранных должностных лиц. Однако параллельные процессы инфляции титулов вызвали необходимость во введении множества дополнительных приставок к нему, порождая такие вариации, как пансеваст, паниперсеваст. Некоторые из них сохранились до конца XII столетия, продолжая стремительно терять своё значение.

## Придворные титулы VIII—XI веков

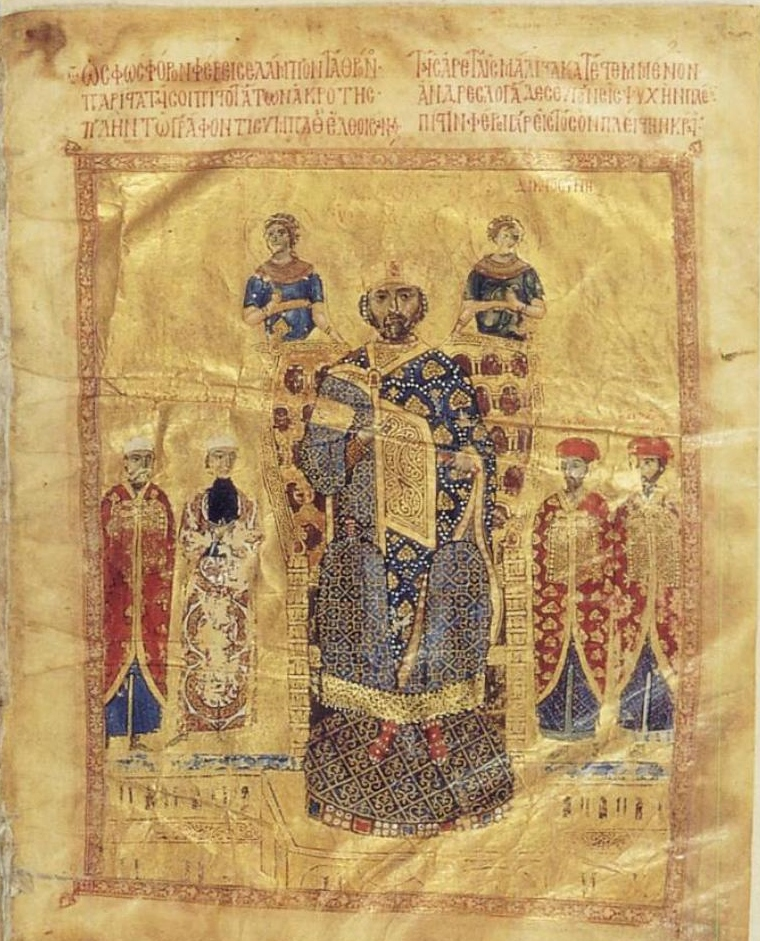
Император Никифор III окружённый воплощениями Истины и Правосудия и высшими придворными чинами, из иллюминированного манускрипта, ок. 1070. Слева направо: проедр и каниклий, протопроедр и протовестиарий (евнух, так как безбородый), император, проедр и декан, проедр и великий примикирий

В VIII—XI веках, согласно информации из Тактикона Успенского, Клиторология Филофея (899) и произведениям Константина Багрянородного, ниже императорских титулов византийцы выделяли две различные категории чинов (ἀξίαι): «наградные чины» (διά βραβείων ἀξίαι), которые были исключительно почётными придворными титулами и жаловались в награду как символ ранга, и «чины, жалуемые посредством приказа» (διά λόγου ἀξίαι), которые были государственными должностями и жаловались императорским распоряжением. Первые из них подразделялись на три подкатегории в зависимости от того, кому они предназначались: существовал набор титулов для «бородатых» (βαρβάτοι лат. barbati, то есть не евнухи), для евнухов (ἐκτομίαι) и женщин. Чиновники часто соединяли титулы из обеих категорий, таким образом, высший чиновник мог титуловаться одновременно, например, как магистрос («наградной» титул) и логофет («приказной» чин).

### Титулы «бородатых»
«Наградные» титулы «бородатых» (то есть не-евнухов) были, в порядке убывания важности, следующими:
- Проедр[англ.] (πρόεδρος, букв."председатель") — высший неимперский титул, доступный для мужчин, впервые введён Никифором II Фокой для евнуха Василия Лекапена. Начиная с середины XI века стал доступен для «бородатых», в особенности военных. Носителем этого титула были также председатель Сената (ὁ πρόεδρος τῆς συγκλήτου) и председатель Суда, а термин proedros часто использовался для обозначения главенства в других учреждениях; часто использовался для титулования епископа, который, естественно, был предводителем местного духовенства, а в некоторых редких случаях для титулования митрополита. Титул широко использовался в XI веке после того, как он стал доступен для неевнухов, что вызвало создание титула протопроедра (prōtoproedros, πρωτοπρόεδρος), чтобы отличить самого старшего среди его владельцев. Использование титула, наряду с большей частью византийской судовой номенклатуры, постепенно сократилось в комнинский период и исчезло в XII-м веке. Согласно трактату «О церемониях» (I.97) императора Константина VII Багрянородного (царствовал в 913—959 годах), одежда и знаки отличия проэдросов в 960-е годы были: «туника с розовой и золотой вышивкой, пояс, покрытый драгоценными камнями, и белый хламис (плащ), отделанный золотыми полосами и с двумя золотыми талиями [квадратными пятнами] и украшение в виде листьев плюща».
- Магистр (μάγιστρος) — хотя в ранневизантийский период магистр оффиций был одним из важнейших государственных служащих, но к VIII веку его обязанности были постепенно переданы другим чиновникам и от должности остался только титул. До X века награждения им были редки. В начале X века в Византии могло быть одновременно несколько магистров, однако их количество не должно превышать двенадцати. Первый среди 12 носителей этого звания именовался протомагистр. Постепенно число магистров увеличивалось, пока титул не исчез в XII веке.

### Женские титулы
- Зости патрикия (греческий : ζωστὴ πατρικία — Zōstē patrikía) высший неимперский византийский титул для женщины, предназначался исключительно для главной помощницы императрицы . Его носительница была первой женщиной после Императрицы при императорском дворе. Считался более высоким, чем мужской титул Проедр.
- Зости (греческий : ζωστὴ — Zōstē, «Фрейлины») титул для придворных дам Византийской империи.

### Титулы евнухов
В IX и X веках существовало 10 должностей, доступных только евнухам:
- Паракимомен (др.-греч. παρακοιμώμενος от др.-греч. πᾰρᾰ- — приставка со значением: рядоположности, смежности + др.-греч. κοιμάω — укладывать спать; ложиться спать) императора;
- Протовестиарий (др.-греч. πρωτοβεστιάριος, от др.-греч. πρωτεύω — быть первым, занимать первое место + лат. vestiarius — хранилище (сундук) для платья, гардероб) императора;
- Доместик стола[англ.] (др.-греч. δομέστικος ἐπὶ τῆς τραπέζης — буквально: домашний (дворецкий) при столе, от др.-греч. δομος — дом, дворец, др.-греч. ἐπί — у, при и др.-греч. τράπεζα — стол, трапеза) императора;
- Доместик стола императрицы;
- Папия (др.-греч. παππίας — папочка, батюшка) Большого дворца;
- Девтерос (др.-греч. δεύτερος — второй) Большого дворца, помощник папии, второй после папии;
- Виночерпий[англ.] (др.-греч. (ἐ)πιγκέρνης ← лат. pincerna — виночерпий) императора;
- Виночерпий императрицы;
- Папия (др.-греч. παππίας) Магнавры;
- Папия Дафны;